# Ngao Bính
Ngao Bính (tiếng Trung: 敖丙) là một nhân vật hư cấu trong tiểu thuyết thần thoại Trung Quốc Phong thần diễn nghĩa.

## Lịch sử
Hoàng tử Ngao Bính là con trai thứ ba của Đông Hải Long vương Ngao Quảng. Ngao Bính được miêu tả là một vị thần mưa thiện lành, sẵn sàng tạo mưa cho bất kỳ ai có nhu cầu. Sau khi Na Tra làm rung chuyển Long cung và gây lên cái chết của dạ xoa Lý Cấn, Long vương Ngao Quảng đã ra lệnh cho con trai thứ ba đi điều tra. Tuy nhiên Ngao Bính sau đó đã bị Na Tra sát hại tại bờ biển (rút gân bóc vảy) và không thể trở về được nữa. Long vương Ngao Quảng sau đó đã rất tức giận và đã gây lên đại hồng thủy cho bách tính và ép gia đình Na Tra phải đền mạng cho con trai. Điều này đã ép Na Tra phải "rút xương trả cha, róc thịt trả mẹ", để không liên lụy đến bách tính.
Hoàng tử Ngao Bính và Na Tra có một câu chuyện khác trong "Na Tra - Ma đồng giáng thế" (The Legend of Nezha) 2019.